# Rancho El Rincon (Arellanes)
Rancho El Rincon era una subvención de tierra mexicana (18.0 km2) en el actual Condado Santa Barbara y el Condado de Ventura, California, otorgada en 1835 por el Gobernador José Figueroa a Teodoro Arellanes.  "Rincón" Significa "esquina" en español.  La subvención se extendió a lo largo de la costa del Pacífico en Santa Barbara y línea de Condado de Ventura y abarco Rincon Punto,  Rincon Playa Estatal y la actual La Conchita.

## Historia
José Teodoro Arellanes (1782-1858) era un soldado en el Presidio de Santa Barbara cuando este se casó con María Sirilda Procopia Ruiz en 1802. Después de su muerte, se caso con la viuda  Maria Josefa Rodriguez (1786-1851) en 1812.  Teodoro Arellanes se le otorgó el Rancho El Rincón en 1835, y el Rancho Guadalupe en 1840.
Con la cesión de California a los Estados Unidos después de la Guerra México- Americana, en 1848 Tratado de Guadalupe Hidalgo proporcionó las subvenciones de tierra serían respetadas. Como lo requiere la Ley de Tierras de 1851, se presentó una reclamación por Rancho El Rincon estuvo archivado con la Comisión de Tierra Pública en 1852,  y la subvención estuvo patentada a Teodoro Arellanes en 1872.
En 1855, Arellanes le dio el rancho a su yerno Dr. Matthew H. Biggs, el cual se caso con su hija Maria de Jesús Arellanes en 1853.  En 1882 Biggs vendió el rancho a Benigno Gutiérrez (-1902), su socio empresarial anterior.